# Анхель Торрес
Анхель Єсід Торрес Кіньйонес (ісп. Ángel Yesid Torres Quiñones, нар. 6 квітня 2000, Богота) — колумбійський футболіст, вінгер «Динамо» (Київ).

## Кар'єра

### Ранні роки
Розпочав грати у футбол на батьківщині у клубі «Реал Академія», з якого у 2018 році перейшов до академії португальського «Порту». З командою до 19 років став переможцем Юнацької ліги УЄФА 2018/19, зігравши загалом на турнірі у 8 іграх і забивши 2 голи.
З наступного сезону став грати за «Порту Б» у другому дивізіоні, де провів півтора сезону, зігравши за цей час у 20 в іграх і забивши 1 гол, але до першої команди так і не пробився.
20 січня 2021 року Торрес підписав контракт з «Алверкою» з третього португальського дивізіону. Так колумбієць за півтора року провів 26 матчів у чемпіонаті та забив чотири голи.
1 липня 2022 року Торрес підписав контракт з «Бальцаном» з мальтійської Прем'єр-ліги. У сезоні 2022/23 він провів 23 матчі в першості, в яких забив 15 голів, ставши третім найкращим бомбардиром чемпіонату, і допоміг команді посісти 4 місце та кваліфікуватись до Ліги конференцій.

### «Сентрал-Кост Марінерс»
30 серпня 2023 року підписав дворічний контракт з чемпіонами австралійської А-ліги «Сентрал-Кост Марінерс». Торрес дебютував за новий клуб у виїзному матчі Кубка АФК проти малайзійського клубу «Теренгану», а також дебютував у А-лізі в першій грі «Марінерс» нового сезону проти «Аделаїди Юнайтед» в Аделаїді. У третій грі сезону А-ліги проти «Перт Глорі» в Перті Торрес отримав пряму червону картку за те, що вдарив по потилиці гравця суперника Джейкоба Мюра.
17 грудня 2023 року, у своєму сьомому матчі в чемпіонаті за клуб, Торрес зробив свій перший хет-трик за клуб проти «Мельбурн Сіті».
8 квітня 2024 року менеджер Торреса написав у Твіттері, що він не буде продовжувати свій контракт з Моряками на другий сезон, і отримав пропозиції від клубів із 15 країн. Загалом у сезоні 2023/24 він зіграв за клуб 23 матчі у чемпіонаті й забив 13 голів, а також забив 2 голи у 10 іграх Кубка АФК, допомігши команді здобути цей трофей.

### Судове переслідування
23 квітня 2024 року, стало відомо, що Торреса заарештувала поліція Нового Південного Уельсу. Його доставили до поліцейського відділку Госфорда, де йому висунули звинувачення за двома пунктами звичайних нападів, залякування та статевого акту без згоди при обтяжуючих обставинах, після чого відпустили під заставу, а гравець мав постати перед судом у липні 2024 року. В результаті клуб відсторонив Торреса від матчів команди до рішення суду, через що колумбієць пропустив переможний фінал Кубка АФК та А-ліги. 4 квітня 2025 року Торреса було визнано невинним за всіма висунутими проти нього звинуваченнями.

### «Динамо» (Київ)
5 травня 2025 року уклав трирічний контракт із «Динамо» (Київ).

## Статистика
Станом на 17 травня 2024
| Клуб                  | Сезон   | Чемпіонат            | Чемпіонат | Чемпіонат | Кубок | Кубок | Міжнародні | Міжнародні | Всього | Всього |
| Клуб                  | Сезон   | Ліга                 | Ігор      | Голів     | Ігор  | Голів | Ігор       | Голів      | Ігор   | Голів  |
| --------------------- | ------- | -------------------- | --------- | --------- | ----- | ----- | ---------- | ---------- | ------ | ------ |
| Порту Б               | 2019–20 | Сегнуда-ліга         | 16        | 1         | —     | —     | —          | —          | 16     | 1      |
| Порту Б               | 2020-21 | Сегнуда-ліга         | 4         | 0         | —     | —     | —          | —          | 4      | 0      |
| «Алверка»             | 2020–21 | Чемпіонат Португалії | 14        | 2         | —     | —     | —          | —          | 14     | 2      |
| «Алверка»             | 2021-22 | Ліга 3               | 12        | 2         | 0     | 0     | —          | —          | 12     | 2      |
| Бальцан               | 2022–23 | Прем'єр-ліга         | 23        | 15        | 2     | 1     | —          | —          | 25     | 16     |
| Бальцан               | 2023–24 | Прем'єр-ліга         | 0         | 0         | 0     | 0     | 4          | 0          | 4      | 0      |
| Сентрал-Кост Марінерс | 2023–24 | A-Ліга               | 23        | 13        | 0     | 0     | 10         | 2          | 33     | 15     |
| Загалом               | Загалом | Загалом              | 92        | 33        | 2     | 1     | 14         | 2          | 108    | 36     |

1. ↑  Ліга конференцій УЄФА 2023—2024
2. ↑  Кубок АФК

## Досягнення
- Переможець Юнацької ліги УЄФА: 2018/19
- Переможець A-Ліги: 2023/24
- Володар Кубка АФК: 2023/24